# Maysalun
Maysalun is een plaats in het Syrische gouvernement Rif Dimashq.